# Лобачевский сельский совет (Решетиловский район)
Лобачевский сельский совет (укр. Лобачівська сільська рада) — входит в состав
Решетиловского района
Полтавской области
Украины.
Административный центр сельского совета находится в 
с. Лобачи.

## Населённые пункты совета
- с. Лобачи
- с. Глубокая Балка
- с. Коржи
- с. Крахмальцы
- с. Тривайлы